# Edificio dello Stato Maggiore generale (Belgrado)
L'Edificio dello Stato maggiore generale (in serbo: Зграда Генералштаба, Zgrada Generalštaba) è un complesso di edifici governativi di Belgrado. In passato ha ospitato la Segreteria federale per la difesa popolare della Jugoslavia e lo Stato maggiore dell'Armata Popolare Jugoslava. Oggi ospita parzialmente il Ministero della Difesa della Serbia (nella parte non danneggiata, la torre dell'ala B). Si trova nel quartiere di Savski Venac.
Il complesso è stato gravemente danneggiato durante i bombardamenti della NATO sulla Jugoslavia del 1999, ed è rimasto in gran parte in rovina.

## Nome
Il nome ufficiale dell'edificio è Edificio della Segreteria federale per la difesa popolare (in serbo: Зграда Савезног секретаријата за народну одбрану, Zgrada Saveznog sekretarijata za narodnu odbranu), poiché fu costruito per ospitare tale organo della Repubblica Socialista Federale di Jugoslavia. Con questa denominazione è registrato anche nell'elenco dei beni culturali protetti. Dal 1992 al 1999 venne utilizzato dal Ministero della difesa della Repubblica Federale di Jugoslavia.

## Storia
Il complesso fu costruito tra il 1955 e il 1965 su progetto dell'architetto Nikola Dobrović.
Il 29 aprile 1999, durante i bombardamenti della NATO, il complesso fu colpito due volte nel giro di quindici minuti. L'edificio, deserto al momento dell'attacco, fu scelto come obiettivo soprattutto per il suo valore simbolico in quanto rappresentazione dello Stato. Fu colpito nuovamente nella notte del 7 maggio 1999.
Ad eccezione della demolizione del corpo d'ingresso dell'ala B nel 2014, il complesso non è stato ricostruito ed è divenuto la rovina più celebre di Belgrado. Nel 2015 sono stati rimossi circa 5.000 m² di macerie dall'ala A, stabilizzandone la struttura.
Negli anni successivi il governo serbo ha più volte discusso la demolizione e ricostruzione dell'ala A, mentre associazioni di architetti e storici dell'arte ne hanno chiesto la conservazione e la candidatura a Patrimonio dell'umanità UNESCO, definendola un monumento alla memoria delle vittime dei bombardamenti.
Dal 2015 al 2025 si sono susseguiti progetti e proposte differenti: trasformazione in albergo di lusso, costruzione di un museo medievale serbo, o realizzazione di un memoriale di guerra. Nel 2024 il complesso è stato inserito da Europa Nostra tra i sette siti più minacciati d'Europa.
Nel novembre 2024 il governo serbo ha deciso di rimuovere l'edificio dal Registro centrale dei beni culturali, aprendo la strada alla costruzione di un hotel di lusso in partnership con Jared Kushner. La decisione è entrata in vigore il 23 novembre 2024, ma a gennaio 2025 l'Istituto repubblicano per la protezione dei monumenti ha dichiarato che non procederà alla cancellazione, ricordando che secondo la legge un bene può essere eliminato solo se distrutto completamente.

## Architettura
L'edificio, progettato da Nikola Dobrović, si trova nel centro di Belgrado, diviso in due dalla via Nemanjina. Il progetto intendeva richiamare il canyon del fiume Sutjeska, teatro di una delle principali battaglie della seconda guerra mondiale in Jugoslavia. La strada funge simbolicamente da fiume che separa i due corpi principali, che dall'ex stazione centrale di Belgrado appaiono come una sorta di porta monumentale.
Le facciate presentano forme a gradoni e l'uso di materiali contrastanti: la pietra rosso-bruna di Kosjerić e il marmo bianco proveniente dall'isola di Brač. Caratteristica distintiva sono le grate delle finestre, realizzate nello spirito del tardo modernismo.
Il corpo settentrionale, affacciato sulla via Kneza Miloša, è denominato Ala A (12.654 m²), mentre quello meridionale, oltre via Nemanjina, è l'Ala B (36.581 m²).